# Friedrich August von Cotta
Friedrich August von Cotta  (* 17. März 1799 in Zillbach; † 18. Oktober 1860 in Tharandt) war ein deutscher Forstwissenschaftler und Professor an der Forsthochschule Tharandt.

## Leben und Wirken
Friedrich von Cotta war der zweite Sohn von Heinrich Cotta und dessen Ehefrau Christiane Ortmann (1739–1802). Im Jahr 1811 siedelte er mit seinen Eltern nach Tharandt über, wo sein Vater eine Forstakademie gegründet hatte.
Er erhielt seine Schulbildung  im Privatinstitut Lange. Von 1816 bis 1819 studierte er an der Forstakademie seines Vaters, die am 17. Juni 1816 zur Staatsanstalt erhoben wurde. Er führte danach einige Forsteinrichtungsarbeiten, zuerst in Sachsen unter Leitung seines Vaters, danach von 1822 bis 1823 unter Leitung seines Onkels, des Oberforstrats Gottlob König (1779–1849) in Ruhla.
Am 2. Juni 1824 wurde er als Jagdlehrer bei der Akademie in Tharandt angestellt. Ab dem 18. Mai 1832 hielt die Vorlesung Forstverwaltungskunde (später auch diejenigen über Waldbau und Forsteinrichtung), um seinen Vater zu unterstützen. Zudem erhielt er den Titel eines Forstinspektors. Am 14. Juni 1848 erhielt er – neben seinem akademischen Lehramt – die Verwaltung des Tharandter Reviers. Am 31. März 1852 wurde ihm der Titel eines Professors verliehen. Aber ein Nervenleiden zwang ihn am 1. April 1860 einen einjährigen Urlaub anzutreten. Er suchte in Teplitz-Bad vergeblich Linderung. Er starb am  18. Oktober 1860.
August von Cota war von praktischer Natur. Er wurde bereits als kleiner Junge von seinem Vater mit in den Wald genommen. Später lernte er durch ausgedehnte Reisen. Er galt als tüchtiger Jäger und leitete noch in späteren Jahren die akademischen Jagden mit Vorliebe und großer Sachkenntnis. Er selbst beschränkte seine Veröffentlichungen auf einige Arbeiten im Tharander Jahrbuch. Er war weiter mit den Neuauflagen der Werke seines Vaters beschäftigt, denen er viele Illustrationen hinzufügte.